# Плавання на Чемпіонаті Європи з водних видів спорту 2021 — естафета 4x100 метрів вільним стилем (жінки)
Змагання з плавання в естафеті 4x100 метрів вільним стилем серед жінок на Чемпіонаті Європи з водних видів спорту 2021 відбулися 17 травня.

## Рекорди
|                   | Країна     | Час     | Місто     | Дата            |
| ----------------- | ---------- | ------- | --------- | --------------- |
| Світовий рекорд   | Австралія  | 3:30.05 | Голд-Кост | 5 квітня 2018   |
| Рекорд Європи     | Нідерланди | 3:31.72 | Рим       | 26 липня 2009   |
| Рекорд чемпіонату | Нідерланди | 3:33.62 | Ейндговен | 18 березня 2008 |

## Результати

### Попередні запливи[1]
| Місце | Заплив | Доріжка | Країна          | Плавці | Час     | Примітки |
| ----- | ------ | ------- | --------------- | --- | ------- | -------- |
| 1     | 1      | 1       | Нідерланди      | Кім Буш (54.59) Кіра Туссен (54.06) Марріт Стінбергер(53.95) Роббін Ньюманн (55.60)                        | 3:38.20 | Q        |
| 2     | 2      | 3       | Данія           | Сінь Бро (54.01) Джанетт Оттесен (54.86) Емілі Гантрііс (55.42) Джулі Кепп Йенсен (54.59)                  | 3:38.88 | Q        |
| 3     | 2      | 1       | Велика Британія | Люсі Гоуп (54.37) Евелін Девіс (55.09) Емма Ларсон (55.34) Фрю Андерсон (54.28)                            | 3:39.08 | Q        |
| 4     | 1      | 2       | Франція         | Шарлотта Бонне (53.93) Лісон Новащик (55.51) Асся Туаті (54.74) Онучка Мартен (55.07)                      | 3:39.25 | Q        |
| 5     | 1      | 3       | Словенія        | Неза Кланскар (54.49) Катя Фаїн (54.77) Женя Сегель (54.61) Тьяса Пінтар (55.74)                           | 3:39.61 | Q        |
| 6     | 2      | 6       | Італія          | К'яра Тарантіно (55.95) Сільвія Ді П'єтро (54.92) Констанца Кокончеллі (55.30) Федеріка Пеллегріні (53.74) | 3:39.91 | Q        |
| 7     | 1      | 8       | Швеція          | Мішель Колман (54.59) Альма Тормальм (56.35) Софі Ганссон (55.18) Лусі Ганссон (53.96)                     | 3:40.08 | Q        |
| 8     | 1      | 4       | Угорщина        | Евелін Веразто (55.81) Петра Сенанскі (55.09) Панна Уграй (55.46) Фанні Гурінович (54.26)                  | 3:40.62 | Q        |
| 9     | 1      | 6       | Польща          | Александра Поланська (56.01) Корнелія Фідкевич (55.14) Домініка Коссаковська (55.51) Аліція Тхож (54.61)   | 3:41.28 | Q        |
| 10    | 2      | 8       | Швейцарія       | Марія Уголкова (55.53) Ніна Кост (54.83) Леоні Ріхтер (55.76) Ноемі Гірардет (55.52)                       | 3:41.64 |          |
| 11    | 1      | 5       | Ізраїль         | Андреа Мурез (54.18) Анастасія Горбенко (54.23) Дарія Головати (56.34) Зохар Шиклер (57.73)                | 3:45.59 |          |
| 12    | 2      | 2       | Ірландія        | Мона Мак-Шаррі (55.95) Даніелла Гілл (55.78) СВікторія Каттерсон (56.43) Ерін Ріордан (56.21)              | 3:44.37 |          |
| 13    | 1      | 7       | Туреччина       | Селен Озбілен (56.08) Вікторія Зейнеп Гюнеш (56.17) Ількнур Ніхан Чакісі (56.01) Катерина Аврамова (56.48) | 3:44.74 |          |
| 14    | 2      | 7       | Латвія          | Єва Малюка (56.12) Габріела Нікітіна (56.85) Аріна Байкова (56.86) Аріна Сисоєва (1:00.17)                 | 3:49.99 |          |
| 15    | 2      | 5       | Словаччина      | Лаура Бенкова (58.16) Тереза Іван (56.83) Ніколета Трнікова (59.25) Мартіна Цібулкова (56.54)              | 3:50.78 |          |
| 16    | 2      | 4       | Косово          | Джона Макула (1:07.84) Єра Будіма (1:04.95) Джона Бекірі (1:04.36) Еда Зекірі (1:05.95)                    | 4:23.10 |          |

### Фінал[2]
| Місце | Доріжка | Країна          | Плавці | Час     | Примітки |
| ----- | ------- | --------------- | --- | ------- | -------- |
| 1     | 3       | Велика Британія | Люсі Гоуп (53.89) Анна Гопкін (53.59) Еббі Вуд (53.90) Фрю Андерсон (52.79)                                   | 3:34.17 |          |
| 2     | 4       | Нідерланди      | Раномі Кромовідьойо (53.56) Кіра Туссен (54.61) Марріт Стінбергер (54.13) Фемке Гемскерк (51.99)              | 3:34.29 |          |
| 3     | 6       | Франція         | Марі Ваттель (53.97) Шарлотта Бонне (53.36) Онучка Мартен (54.25) Асся Туаті (54.34)                          | 3:35.92 |          |
| 4     | 5       | Данія           | Сінь Бро (53.73) Джанетт Оттесен (54.89) Джулі Кепп Йенсен (54.63) Пернель Блуме (54.63)                      | 3:36.81 |          |
| 5     | 1       | Швеція          | Мішель Колман (54.34) Сара Джуневік (55.67) Софі Ганссон (54.78) Лусі Ганссон (53.93)                         | 3:38.11 |          |
| 6     | 7       | Італія          | Сільвія Ді П'єтро (55.11) Маргеріта Панзієра (54.88) Федеріка Пеллегріні (53.94) Констанца Кокончеллі (55.15) | 3:39.08 |          |
| 7     | 2       | Словенія        | Неза Кланскар (54.82) Катя Фаїн (54.81) Женя Сегель (54.68) Тьяса Пінтар (55.65)                              | 3:39.96 |          |
| 8     | 8       | Угорщина        | Фанні Гурінович (55.19) Панна Уграй (55.05) Петра Сенанскі (55.54) Евелін Веразто (56.53)                     | 3:42.31 |          |